# Коршевская сельская община
Коршевская сельская общи́на (укр. Коршівська сільська громада) — территориальная община в Коломыйском районе Ивано-Франковской области Украины.
Административный центр — село Коршев.
Население составляет 8 355 человек. Площадь — 130,9 км².

## Населённые пункты
В состав общины входят 8 сёл:
- Богородичин
- Жукотин
- Казанов
- Коршев
- Лески
- Лесная Слободка
- Михалков
- Черемхов